# Cashis
Ramone Johnson, bedre kendt som Cashis (Ca$his) er en amerikansk rapper. Han er født og opvokset i Chicago men flyttede til Orange County. Cashis tidligere gruppe "The Renegades" sendte et demo bånd til Shady Records Laben, lavede Eminem en pladekontrakt med Cashis som solist. I 2006 fik han en lille del på sangen "You don`t know" med 50 Cent, Eminem og Lloyd Banks. Allerede året efter udgav han sit eget materiale. Han er også med i gruppen «Gangster Disciples».

## Diskografi

### Album
- 2007: The County Hound (EP)

## Mixtape
- Bogish Boy Volume 1
- Bogish Boy Volume 1.5
- Bogish Boy Volume 2
- Bogish Boy Volume 300
- DubCNN.Com presents: The Leak
- Loose Cannon Mixtape Volume 1
- Loose Cannon Mixtape Volume 2: The Blacc Jesus
- Grind Entertainment presents: Ca$his of Shady Records
- Grind Entertainment presents: Ca$his Part II: Capo Of Shady

## Gæstesange
- "Everything Is Shady"
- "We're Back"
- "You Don't Know"
- "Talkin' All That"
- "We Ride for Shady"
- "Cry Now (Shady remix)"
- "The Federation" – "We on Yo Line"
- "Jimmy Crack Corn (Remix)"
- Guest Appearance on Ditch song "life and times" {2008